# Zethus cristatus
Zethus cristatus är en stekelart som beskrevs av Fox 1899. Zethus cristatus ingår i släktet Zethus och familjen Eumenidae. Inga underarter finns listade i Catalogue of Life.